# Wilson Cano
Wilson Cano (São Paulo, 11 de dezembro de 1937 – Campinas, 3 de abril de 2020) foi um economista e professor brasileiro, notório por suas contribuições à pesquisa nas áreas de economia regional e urbana e ao estudo do desenvolvimento econômico brasileiro. 
Filho de imigrantes espanhóis, foi um dos fundadores do Instituto de Economia da Unicamp, universidade na qual ingressou como professor em 1986 e da qual aposentou-se em 2011. Mesmo após sua aposentadoria, continuou mantendo participação relevante no instituto como professor colaborador.
Organizou e publicou 20 livros. Na obra "Raízes da concentração industrial em São Paulo" (1977), clássico do campo de estudo do desenvolvimento industrial brasileiro, realizou um estudo aprofundado das raízes fundamentais do processo de concentração industrial em São Paulo e seu papel na dinâmica inter-regional do país. O trabalho de pesquisa nessa área deu origem ainda às destacadas obras "Desequilíbrios Regionais e Concentração Industrial no Brasil 1930-1970", de 1981, e "Desconcentração produtiva regional do Brasil 1970-2005", de 2009, pela qual recebeu o prêmio "Brasil de Economia" do Conselho Federal de Economia.